# Daniel Pedersen
Daniel Alexander Pedersen (ur. 27 lipca 1992 w Silkeborgu) – duński piłkarz grający na pozycji pomocnika, zawodnik norweskiego klubu Lillestrøm SK.

## Życiorys

### Kariera klubowa
Pedersen od początku profesjonalnej kariery związany był z klubem Silkeborg IF. 1 lipca 2015 odszedł do Aarhus GF.
7 sierpnia 2018 podpisał kontrakt z norweskim klubem Lillestrøm SK.

### Kariera reprezentacyjna
W reprezentacji Danii zadebiutował 31 stycznia 2013 w towarzyskim meczu przeciwko Meksykowi. Na boisku pojawił się w 85 minucie meczu.

## Statystyki

### Reprezentacyjne
| Mecze i gole w reprezentacji | Mecze i gole w reprezentacji | Mecze i gole w reprezentacji | Mecze i gole w reprezentacji | Mecze i gole w reprezentacji | Mecze i gole w reprezentacji | Mecze i gole w reprezentacji |
| #                            | Data                         | Stadion                      | Rywal                        | Wynik                        | Gol                          | Rozgrywki                    |
| 2013                         | 2013                         | 2013                         | 2013                         | 2013                         | 2013                         | 2013                         |
| ---------------------------- | ---------------------------- | ---------------------------- | ---------------------------- | ---------------------------- | ---------------------------- | ---------------------------- |
| 1.                           | 31.01.2013                   | Glendale, USA                | Meksyk                       | 1:1                          | 0                            | towarzyski                   |

## Sukcesy

### Klubowe
Silkeborg IF
- Zwycięzca I dywizji: 2013–14

Aarhus GF
- 2. miejsce w Pucharze Danii: 2015-16